# هاري إي. سلون
هاري إي. سلون (بالإنجليزية: Harry E. Sloan) هو شخصية أعمال أمريكي، ولد في 8 مارس 1950 في توررانسي في الولايات المتحدة.

## وصلات خارجية
- هاري إي. سلون على موقع IMDb (الإنجليزية)
- هاري إي. سلون على موقع قاعدة بيانات الفيلم (الإنجليزية)